# Ⱨ (латиница)
Ⱨ, ⱨ (H с нижним выносным элементом) — буква расширенной латиницы, использовавшаяся в уйгурском языке.

## Использование
Использовалась в Новом уйгурском алфавите (1965—1982) для обозначения звука [h] (в то время как буква H обозначала [x]). В кириллице ей соответствует Һ һ, в арабском алфавите — ھ, а в современном латинском — H h.
Использовалась в горско-еврейском алфавите 1929 года, после перевода на кириллицу в Дагестане была заменена на ГӀ, а в Азербайджане — на Ԧ.
Использовалась в варианте лакского латинского алфавита 1928 года, была исключена в 1932 году.